# Johannismühle (Ostheim vor der Rhön)
Johannismühle ist ein Gemeindeteil der Stadt Ostheim vor der Rhön im Landkreis Rhön-Grabfeld (Unterfranken, Bayern).

## Lage
Die Einöde liegt am Fluss Streu.

## Geschichte
Der Ort wurde 1743 von dem Bäckermeister Johannes Schenk gegründet. Daher der Name der Mühle. Sie blieb im Familienbesitz und wurde immer als Kornmühle betrieben. Aber hatte zwei Mahlgänge. In der  Gegenwart dient sie als Wohngebäude.